# Isidor Wallimann
Isidor Wallimann (* 19. Oktober 1944 in Luzern) ist ein Schweizer Ökonom und Soziologe.

## Berufliche Tätigkeit
Wallimann studierte von 1967 bis 1971 Ökonomie und Landwirtschaft an der Kansas State University. 1978 promovierte er an der Syracuse University im Fach Soziologie.
Zwischen 1978 und 1980 war er Assistenzprofessor an den Hobart and William Smith Colleges (Geneva). Ab 1980 bis zu seiner Pensionierung 2008 war er Professor für Soziologie, Volkswirtschaft und Sozialpolitik an der Fachhochschule Nordwestschweiz (FHNW) und ab 1991 Dozent für Soziologie und Sozialpolitik an der Universität Freiburg (Schweiz). Zwischen 1980 und 1984 sowie zwischen 1987 und 1991 dozierte er Soziologie an der Universität Bern. Von 1997 bis 1999 war er Lehrbeauftragter am Burckhardthaus (Gelnhausen, Deutschland) im Fach Volkswirtschaft. Weitere Lehrveranstaltungen führte Wallimann 1985 als Gastprofessor in Soziologie an der Kansas State University (Manhattan), 1993 an der Texas Women’s University (Denton), der University of North Texas (Denton) und University of Kansas (Lawrence) sowie 1999 an der Tunghai-University (Taiwan) und 2008 am Institute for Advanced Studies an der Indiana University durch.
Nach seiner Pensionierung 2008 hielt er 2009 und 2011 an der Kansas State University ein Seminar unter dem Titel „Beyond Industrial Society and Agriculture As We Know It“. Seit 2009 ist Wallimann an der Maxwell School, Syracuse University als Gastprofessor tätig.
Isidor Wallimann ist Publizist und Herausgeber zahlreicher Bücher, Sammelbände und Artikel. Er setzt sich seit mehreren Jahrzehnten für eine solidarische Ökonomie und ein ökologisch nachhaltiges Wirtschaften ein. Wallimann ist Präsident und Mitbegründer der Sozialen Ökonomie in Basel (seit 1996) und von Urban Agriculture Basel (seit 2010).
Wallimann ist Mitglied im Wissenschaftlichen Beirat von Attac.